# Zlarin (ort i Kroatien)
Zlarin (kroatiska: Zlarino) är en ort i Kroatien.   Den ligger i länet Šibenik-Knins län, i den södra delen av landet, 240 km söder om huvudstaden Zagreb. Zlarin ligger 6 meter över havet och antalet invånare är 276. Den ligger på ön Otok Zlarin.
Terrängen runt Zlarin är platt åt sydväst, men åt nordost är den kuperad. Havet är nära Zlarin åt sydväst.  Närmaste större samhälle är Šibenik, 6,5 km nordost om Zlarin. 